# Meconopsis superba
Meconopsis superba är en vallmoväxtart som beskrevs av George King och David Prain. Meconopsis superba ingår i släktet bergvallmor, och familjen vallmoväxter. Inga underarter finns listade i Catalogue of Life.